# زلزال أوتاراخند 2017
زلزال أوتاراخند هو زلزال بلغت قوته 5.8، على عمق 7 كم (4.3 ميل)، بالقرب من منطقة رودربرياج في ولاية أوتاراخند شمال الهند، وقع الزلزال في 6 فبراير 2017. شعر السكان بالزلزال لمدة ثلاثين ثانية في العاصمة دلهي والمناطق المجاورة كجورجاون والبنجاب وغيرها من المناطق الواقعة شمال الهند. لم يصب سوى شخص واحد، وأبلغ العديد من السكان عن تشقق في المباني.